# Ochrona wód
Ochrona wód – badania i ocena jakości wód prowadzona jest w ramach Państwowego Monitoringu Środowiska w bloku stan i w podsystemie "Monitoring jakości wód".  Według "Programu Państwowego Monitoringu Środowiska na lata 2007-2009", w sieci krajowej monitoring wód realizowany jest w oparciu o sieć obserwacyjną, specjalnie dobraną i zapewniającą  reprezentatywną ocenę jakości wód.

## Wprowadzenie
Woda jako wszechobecny związek chemiczny w przyrodzie, nigdy nie jest w stanie czystym chemicznie tylko złożonym roztworem zawierającym równocześnie gazy, jony, koloidy, związki organiczne, zawiesiny pyłowe a także mikroorganizmy np. bakterie czy wirusy.
W składzie naturalnym wód możemy wyróżnić domieszki naturalne oraz zanieczyszczenia antropogeniczne, np.
- biologiczne – bakterie, wirusy, glony, grzyby,
- chemiczne – oleje, benzyna, smary, ropa, detergenty, pestycydy, nawozy sztuczne, sole metali ciężkich, silne kwasy i zasady.

Zanieczyszczenia  sztuczne  związane są z działalnością  człowieka. Pochodzą  głównie ze ścieków przemysłowych, bytowych, gospodarczych, opadowych, a także z powierzchniowych i gruntowych spływów z terenów rolniczych i wysypisk śmieci.
Dla odbiorców i użytkowników wody najistotniejsze  są właściwości fizyczne i organoleptyczne.
Wszelkie działania prowadzone w kierunku ograniczenia owych zanieczyszczeń to ochrona wód.
Mówiąc o ochronie wód należy mieć jednocześnie na uwadze ochronę innych elementów środowiska: ochronę powietrza, gleby i przyrody. Natomiast jeżeli woda wykorzystywana będzie do picia i na potrzeby gospodarcze, należy mówić również o całym systemie zaopatrzenia, uzdatniania i dystrybucji wody.

## Kierunki ochrony wód

### Ilościowa ochrona wód
Polega na prawidłowej ich eksploatacji tak, aby zachowana została równowaga hydrodynamiczna między ilością wody czerpanej a zasilaniem. Ilościowa ochrona zasobów wymaga:
- ustalenia zasobów wód w poszczególnych rejonach i formacjach wodonośnych i warunków hydrogeologicznych,
- ustalenia naturalnych rejonów deficytowych,
- analizy warunków hydrogeologicznych i prognozy wpływu poboru określonej ilości wody na stosunki ilościowe zasobów,
- większe wykorzystanie brzegowej i dennej infiltracji wód rzecznych i jeziornych,
- sztuczne wzbogacanie podziemnych poziomów wodonośnych przez wtłaczanie do nich wód powierzchniowych,
- stałej rejestracji poboru wód podziemnych i kontroli ilościowego i jakościowego stanu eksploatacyjnych zasobów wykorzystania wód kopalnianych przez przemysł po ich wcześniejszym uzdatnieniu.

### Jakościowa ochrona wód
Polega na zabezpieczeniu ich przed zanieczyszczeniem lub skażeniem i na niedopuszczeniu do powstawania powierzchniowych źródeł zanieczyszczenia  przez:
- poprawę stanu sanitarnego wokół kopalnych ujęć na wsi,
- odprowadzanie do gruntu wyłącznie ścieków oczyszczonych,
- instalowanie w kominach fabrycznych filtrów pochłaniających szkodliwe substancje,
- lokalizowanie śmietnisk wyłącznie w miejscach gdzie wody podziemne są izolowane warstwami wodoszczelnym,
- stosowanie w rolnictwie wyłącznie substancji szybko rozkładających się do nawożenia i ochrony roślin.

### Czynna ochrona wód
Ochrona ta wymaga środków technicznych. Polega ona w głównej mierze na:
- likwidacji ognisk zagrożenia,
- uzdatnianiu lub oczyszczaniu wody w gruncie,
- na różnorakich zabezpieczeniach izolujących potencjalne lub rzeczywiste ogniska zanieczyszczeń.

### Bierna ochrona wód
Elementami biernymi ochrony są tzw. strefy ochronne, w których obowiązują zakazy i ograniczenia różnych czynności gospodarczych (np. działalności górniczej, wiercenia, nawożenia itp.). Elementem czynnym w strefie ochronnej może być nakaz usunięcia lub zabezpieczenia potencjalnego ogniska zagrożenia czystości.
Profilaktyka ochronna, polegająca w głównej mierze na tworzeniu odpowiednich stref ochronnych, a także coraz częściej na zakładaniu sieci obserwacyjno-kontrolnej.
Poczynania ochronne zależą od wymienionych warunków przyrodniczo-technicznych, ale głównie od możliwości przenikania zanieczyszczeń do eksploatowanego poziomu wodonośnego z istniejących lub potencjalnych ognisk zanieczyszczeń. Ich rozpoznanie obok wiadomości o zasobach i jakości chronionych wód stanowi podstawę prawidłowego wyznaczania stref, wymiarowania oraz zaprojektowania sieci obserwacyjno-kontrolnej i ewentualnie dodatkowych zabezpieczeń.

## Ochrona wód podziemnych
Zagadnienie ochrony wód podziemnych jest różnie traktowane w różnych krajach. Prawie w każdym przyjmuje się podobne kryteria wydzielania stref ochronnych i działalności w ich obrębie, ale przypisuje się im inne znaczenie.
Kryteriami są:
- granice obszarów zasilania, ukształtowanie powierzchni i jej użytkowanie (lasy, rolnictwo, budownictwo, transport),
- rodzaje gleb,
- budowa geologiczna podłoża,
- warunki hydrologiczne i hydrogeologiczne łącznie z klimatycznymi,
- sposób i rodzaj ujęcia oraz jego stan techniczny,
- zasięg oddziaływania ujęcia,
- jakość wód podziemnych,
- górnictwo,
- ochrona przyrody i krajobrazu.

Poczynania ochronne zależą od wymienionych warunków przyrodniczo-technicznych, ale głównie od możliwości przenikania zanieczyszczeń do eksploatowanego poziomu wodonośnego z istniejących lub potencjalnych ognisk zanieczyszczeń. Ich rozpoznanie obok wiadomości o zasobach i jakości chronionych wód stanowi podstawę prawidłowego wyznaczania stref, wymiarowania oraz zaprojektowania sieci obserwacyjno-kontrolnej i ewentualnie dodatkowych zabezpieczeń.
Wytyczanie stref ochronnych tkwi tradycjami przede wszystkim w zabezpieczeniu wody przed bakteriami chorobotwórczymi. Strefę ochrony bezpośredniej (I) wyznacza się zwykle zupełnie schematycznie na podstawie praktyki, np. zakreślając wokół studni okrąg o promieniu 10 m, lub podając odpowiednią odległość od końca drenu, itd. Przy wymiarowaniu strefy tak zwanej ochrony pośredniej (II) uwzględnia się kierunek przepływu wody do ujęcia i szereg innych okoliczności. Głównym kryterium jest jednak minimalny czas przepływu wody podziemnej (w strumieniu wód podziemnych) potrzebny do samooczyszczenia się wody z bakterii chorobotwórczych. Często nie uwzględnia się ani roli nadkładu, a więc warunków panujących ponad zwierciadłem wód podziemnych, ani możliwości wyznaczenia następnej strefy ochronnej (III) –  zewnętrznej.

## Rozwiązania techniczne
Ochrona wód  przed  zanieczyszczeniami polega również na  rozwiązaniach  technicznych, takich jak:
- stosowanie bezściekowych technologii w produkcji przemysłowej,
- napowietrzanie wód stojących,
- zamykanie obiegów wodnych  w cyklach produkcyjnych i odzysk wody ze ścieków,
- utylizacja wód kopalnianych oraz powtórne wtłaczanie tych wód do górotworu,
- zabezpieczanie hałd i wysypisk  śmieci,
- oczyszczanie  ścieków i unieszkodliwianie  osadów  ściekowych.

## Ochrona wód powierzchniowych
Wody powierzchniowe zasilane są głównie poprzez opady atmosferyczne i spływ powierzchniowy. Ciek wodny może być drenujący jak i infiltrujący. Źródła zanieczyszczeń wód powierzchniowych możemy podzielić na punktowe i obszarowe. Źródła obszarowe to przede wszystkim spływy powierzchniowe z pól, z których wymywane są cząstki gleby z materią organiczną, resztki nawozów mineralnych. Źródła punktowe to wszelkiego rodzaju odprowadzenia (zrzuty) z oczyszczalni ścieków czy wody odprowadzane z terenów zurbanizowanych i placów zakładów przemysłowych. Nie małe znaczenie dla jakości wód mają odprowadzenia z systemów chłodniczych. W celu ograniczenia zanieczyszczeń współczesne metody idą w kierunku:
- zwiększenia retencji wód poprzez zalesienia czy zadrzewienia zlewni,
- wykonywania kanalizacji opaskowej wokół jeziora,
- nieprzekraczania pojemności turystycznej cieku,
- monitoringu wód szczególnie badania zawartości tlenu, aby nie dopuścić do deficytu lub wyczerpania jego zasobów,

Poważnym zagrożeniem dla cieków wodnych są zanieczyszczenia wprowadzane razem z wodami opadowymi wymywane z powietrza aerozole, spłukiwane zanieczyszczenia z terenów przemysłowych czy z utwardzonych obszarów miejskich. Można temu zaradzić poprzez:
- oczyszczanie wód opadowych w specjalnych separatorach, przetrzymywanie jej w zbiornikach retencyjnych i w określonych sytuacjach zagospodarowywanie np. poprzez: rozsączanie, retencja, infiltracja podziemna, czy powierzchniowa, rozdeszczowanie na terenach zielonych lub wykorzystanie jako wodę przeciwpożarową.

## Regulacje prawne
Ochronę wód w Polsce regulują akty prawne:
1. Ustawa o ochronie i kształtowaniu środowiska z dnia 29 sierpnia 1997.
2. Ustawa Prawo wodne z dnia 24 października 1974 z późniejszymi zmianami w 1997.
3. Rozporządzenie MOŚZNIL z dnia 5 listopada 1991 w sprawie klasyfikacji wód oraz warunków jakim powinny odpowiadać ścieki wprowadzone do wód lub do ziemi.
4. Rozporządzenie Ministra Zdrowia z dnia 29 marca z 2007 w sprawie warunków jakim powinna odpowiadać woda do picia i na potrzeby gospodarcze.
5. Rozporządzenie Ministra Środowiska z dnia 24 lipca 2006 w sprawie warunków, jakie należy spełnić przy wprowadzaniu ścieków do wód lub do ziemi, oraz w sprawie substancji szczególnie szkodliwych dla środowiska wodnego.

Poza przepisami prawnymi regulującymi ochronę wewnątrz kraju istnieją porozumienia z krajami  sąsiadującymi.